# Warburgiella concavifolia
Warburgiella concavifolia là một loài rêu trong họ Sematophyllaceae. Loài này được Thér. mô tả khoa học đầu tiên năm 1910.